# Physcomitrium germanillae
Physcomitrium germanillae är en bladmossart som beskrevs av C. Müller 1879. Physcomitrium germanillae ingår i släktet huvmossor, och familjen Funariaceae. Inga underarter finns listade i Catalogue of Life.